# 福島県立白河第二高等学校
福島県立白河第二高等学校（ふくしまけんりつ しらかわだいにこうとうがっこう）は、福島県白河市にある公立高等学校。県南地区唯一の定時制高等学校である。略称は「白二高」。

## 概要
夜間定時制課程のみで普通科が設置されている。学校施設を福島県立白河高等学校と共有している。

### 校章
1950年（昭和25年）制定。白河高原に自生する柏の葉3枚は、忍耐強く大きく伸びる生徒の知・情・意を示している。中央に配置された、蛍の光で輝く雪の結晶の図案は、働きながら学ぶ生徒の蛍雪の功を讃え、将来の限りない希望を象徴している。

### 校歌
作詞：大谷忠一郎、作曲：佐藤広市。4番まである。

### 教育目標
- 勤労と学業の両立を通して、社会人として自立し、良識ある判断と行動がとれる力を育てる。
- 基本的生活習慣を身に付け、生涯にわたって心身共に健康な生活を過ごせる力を育てる。
- 他者との交流を通して、思いやりのある豊かな心を育てる。

## 沿革
- 1948年（昭和23年）
  - 4月1日 - 設立認可。
  - 4月28日 - 福島県立白河農業高等学校定時制夜間部として開校。白河農業高校（手代町）に併置。定員は普通科50名、商業科50名。
- 1949年（昭和24年）
  - 1月30日 - 父母と教師の会発足。
  - 4月1日 - 福島県立白河第二高等学校設立。白河農業高校定時制夜間部から生徒を編入。
  - 4月21日 - 生徒会発足。
- 1950年（昭和25年）12月31日 - 隣接する白河市立白河第一小学校から出火し、北側平屋校舎を除いて全焼。
- 1951年（昭和26年）1月14日 - 白河町立白陽女学校跡地（宰領町）に移転[2]。
- 1952年4月20日 - 同窓会発足。
- 1960年
  - 3月31日 - 現在地に移転。
  - 5月1日 - 学校給食開始。
- 1967年11月1日 - 新管理棟増築。
- 1976年3月31日 - 商業科募集停止。定員は普通科40名。
- 1979年3月31日 - 商業科廃止。
- 1980年12月24日 - 新校舎竣工。
- 1990年2月2日 - 増築校舎竣工。

## アクセス
- 福島交通バス・JRバス関東「白河高校前」停留所 徒歩1分

## 出身者
- 金子広美 - 自転車選手（ロードレース。2020年東京オリンピック出場）